# Fokker F27
De Fokker F27 "Friendship" is een passagiersvliegtuig dat gebouwd is door de Nederlandse vliegtuigfabriek Fokker. Het was lange tijd het best verkochte (793) West-Europese turboprop-passagiersvliegtuig aller tijden. Dit aantal is intussen overtroffen door de ATR 72. Het werd in licentie gebouwd door de Amerikaanse vliegtuigfabrikant Fairchild.

## Geschiedenis
De Fokker Friendship werd in 1954 door Fokkers hoofdconstructeur Cees van Meerten ontworpen, als vervanger voor de Douglas DC-3. Nadat een aantal mogelijkheden waren overwogen, werd gekozen voor een hoogdekker met twee Rolls-Royce Dart 6 Mk 506 motoren en een drukcabine voor 28 passagiers. Het eerste prototype, PH-NIV, maakte op 24 november 1955 zijn eerste vlucht. Het tweede prototype en tevens eerste productiemodel, was bijna een meter langer, omdat het eerste prototype staartlastig bleek te zijn. In het langere toestel konden ook meer (32) passagiers worden vervoerd.
De vierbladige propeller van de F27 werd gemaakt door Dowty Rotol. De eerste versies bezaten een afgeronde tip. Later werd, om een hoger vermogen te krijgen, een versie met een afgeknotte tip toegepast. Het nadeel hiervan was de hogere geluidsproductie. Vooral de hogere harmonischen, de 8P en 12P frequenties, werden sterker. De propeller draaide met een bladpasseerfrequentie van 88 Hz. Om het geluid van de propeller in de cabine te reduceren paste Fokker getunede en vrijwel ongedempte resonatoren toe, die op de spanten van het vliegtuig werden gemonteerd.
Veel romp- en vleugeldelen van de Friendship werden vervaardigd uit verlijmde aluminium sandwich-constructies; een destijds revolutionaire bouwwijze waarmee het gewicht kon worden beperkt. Er werden geen klinknagels toegepast. De ontwikkeling van het toestel kostte toentertijd 30 miljoen gulden, dat deels in de vorm van ontwikkelingskredieten aan Fokker werd geleend door de Nederlandse Staat. Een interieurontwerp van Gerrit Rietveld, waarbij door kleurgebruik meer ruimte werd gesuggereerd, is uiteindelijk niet gebruikt, hoewel de Fokker-directie er zeer enthousiast over was. De luchtvaartmaatschappijen die Friendships afnamen, zagen toch liever hun eigen kleurenschema's toegepast.
De eerste versie van de Friendship, F27-100 kon 44 passagiers vervoeren, en werd in september 1958 als eerste aan Aer Lingus geleverd. Al snel verscheen ook een versie met Dart 7 Mk 528 motoren, de F27-200. Het bekendste type Friendship is de F27-500. De romp was opnieuw verlengd waardoor het toestel nu 52 passagiers kon vervoeren. Er was gekozen voor Dart7 Mk 532 motoren. Deze versie van de F27 vloog vanaf november 1967.
In 1956 verleende Fokker de Amerikaanse vliegtuigbouwer Fairchild een licentie om het toestel in de Verenigde Staten te bouwen. Op 12 april 1958 maakte de eerste Fairchild F-27 zijn eerste vlucht. Fairchild ontwikkelde later zelf een verlengde versie, de Fairchild F-227.
Van de Friendship werden in totaal 787 exemplaren gebouwd (waarvan 206 door Fairchild). De F27 is hiermee het succesvolste West-Europese turboproppassagiersvliegtuig. Het werd zeer populair in de Derde wereld, omdat het toestel geschikt was voor kleine onverharde start- en landingsbanen. In het begin van de jaren tachtig werd een opvolger voor de Friendship ontworpen, de Fokker 50.

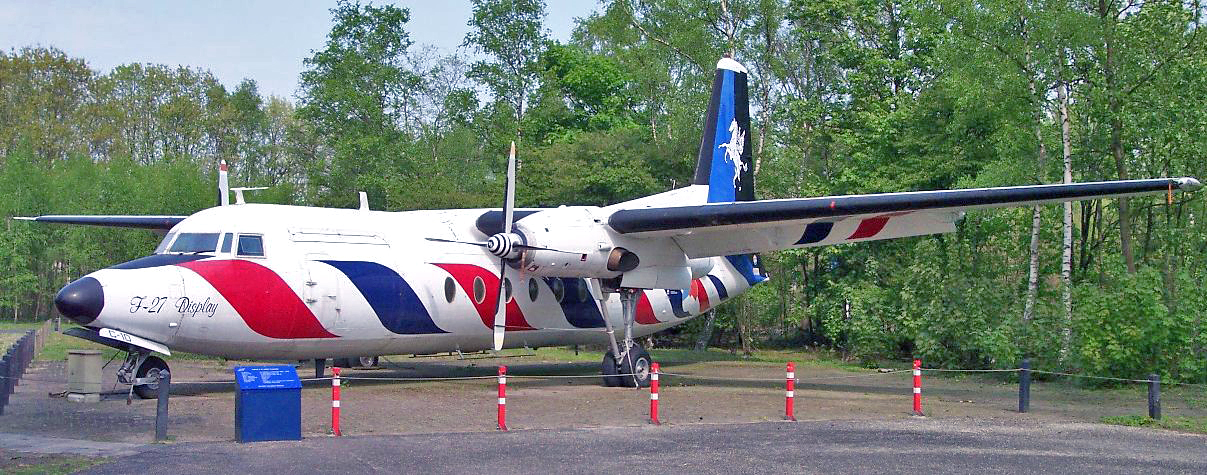
F27-300 in het voormalige Militaire Luchtvaart Museum in Soesterberg

Het Aviodrome in Lelystad beschikt over het derde toestel dat is gebouwd, en bezit ook delen van het prototype. Het Nationaal Militair Museum te Soesterberg heeft een F27-300M Troopship in zijn collectie. De Nederlandse F27 Friendship Association kocht in 1995 de 'F-3', een prototype dat werd omgebouwd voor passagiersvervoer en 1 januari 1958 ging vliegen bij de Duitse LTU. Dit toestel staat in het Aviodrome, is overgespoten in de oorspronkelijke fabriekskleuren en vliegt op dit moment niet. Een andere Friendship, de F-5, werd in 2004 gekocht in Australië Het toestel is teruggebracht in de oude kleuren van de NLM, die in 1966 met dit type ging vliegen op binnenlandse vluchten. Het is de oudste Fokker F27 die nog vliegt.
Op 5 mei 2006 werd bekendgemaakt dat de Friendship was gekozen tot het Beste Nederlandse Design. In een door de Premsela Stichting en NRC Handelsblad uitgeschreven Internetstemming kreeg het toestel 1844 van de 5649 uitgebrachte stemmen.
Op 24 november 2011 (exact 56 jaar na de testvlucht van de eerste F27) landde er na jaren weer een F27-Friendship op Schiphol. Voor deze speciale gelegenheid werd het vliegtuig binnengehaald vanaf de Noordzee en naar Schiphol begeleid door de Fokker Four. Voorafgaand aan deze dag is het vliegtuig (c/n: 10449) met registratie N19XE in Kemble op Cotswold airport weer luchtwaardig gemaakt door Chevron Technical Services. Op 3 juli 2012 is deze Friendship opgeleverd in de originele PH-NIV prototype kleuren. Begin 2013 is het toestel geplaatst als poortwachter op het voormalig Fokker fabrieksterrein bij de ingang van het Fokker Logistics Park, Fokkerweg 300 te Oude Meer.

## Uitvoeringen

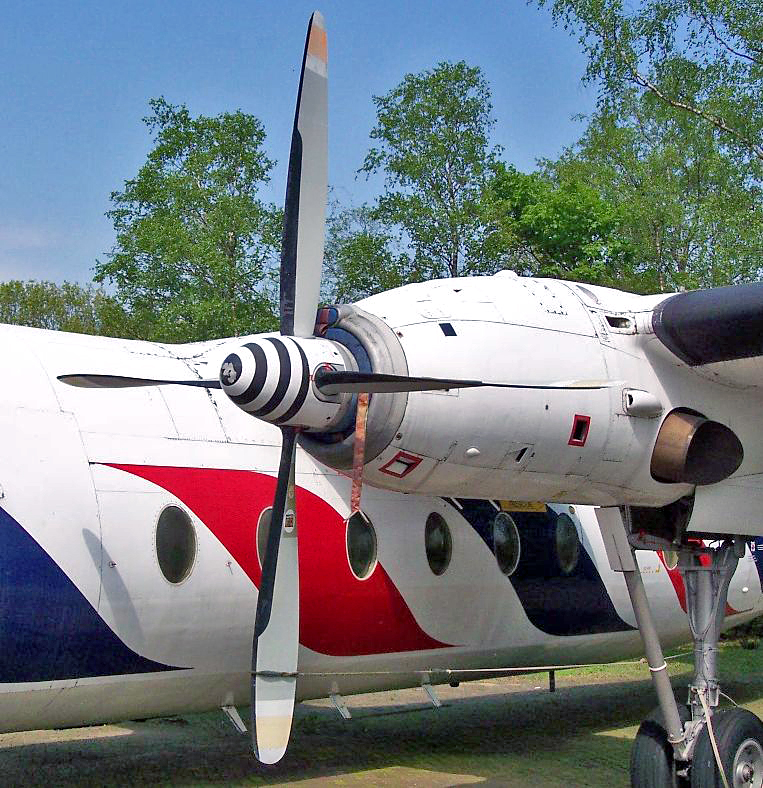
F27-300 met Rolls-Royce Dart motor

- F27-100 - oorspronkelijk type, met 44 zitplaatsen
- F27-200 - met Rolls Royce Dart 7 Mk 528 motoren
- F27-300M - "Troopship" (voor de Koninklijke Luchtmacht)
- F27-400 - "combi" met Dart 7 Mk 528/532 motoren en een vrachtdeur
- F27-400M - "Troopship"
- F27-500 - verlengde versie, met 52 zitplaatsen
- F27-500F - verlengde F27-600 met kleine vrachtdeur, die voor Australië werd ontworpen
- F27-600 - combiversie van de F27-200
- F27-700 - vrachtversie van de F27-100 met grote vrachtdeur
- F27 Maritime - maritiem patrouillevliegtuig
- F-27, F-27A, F-27B, F-27F, F-27J en F-27M, gebouwd door Fairchild
- FH-227, FH-227B, FH-227C, FH-22D, FH-227E, verlengde versie, ontwikkeld en gebouwd door Fairchild

- Polygoonjournaal uit 1955. Fokker van start met de productie in 1955.
- Polygoonjournaal uit 1958. Serieproductie van Fokker F-27 Friendschip vliegtuigen in de grote montagehal van Fokker.